# Ракино (Пермский край)
Ракино — деревня в Чернушинском районе Пермского края. Входит в состав Бродовского сельского поселения.
Находится примерно в 9 км к северо-западу от центра города Чернушки.

## Население
| 2010 |
| ---- |
| 338  |

В 2005 году численность населения составляла 343 человека.
По результатам переписи 2010 года численность населения составила 338 человек, в том числе 175 мужчин и 163 женщины.

### Знаменитые люди
В селе родился Герой Советского Союза Иван Иванович Брызгалов.